# Asseco Resovia 2009-2010
Questa voce raccoglie le informazioni riguardanti l'Asseco Resovia nelle competizioni ufficiali della stagione 2009-2010.

## Organigramma societario
Area direttiva
- Presidente: Marek Panek
- Vicepresidente: Bartosz Górski

Area organizzativa
- Team manager: Maciej Pająk

Area tecnica
- Allenatore: Ljubomir Travica
- Allenatore in seconda: Andrzej Kowal

Area comunicazione
- Ufficio stampa: Katarzyna Zięba

Area marketing
- Ufficio marketing: Jarosław Gutowski

## Rosa
| N° | Nome                  | Ruolo | Data di nascita  | Nazionalità sportiva |
| -- | --------------------- | ----- | ---------------- | -------------------- |
| 1  | Tomasz Kusior         | C     | 26 febbraio 1987 | Polonia              |
| 2  | Krzysztof Gierczyński | S     | 23 gennaio 1976  | Polonia              |
| 3  | Wojciech Grzyb        | C     | 4 gennaio 1981   | Polonia              |
| 4  | Mikko Oivanen         | S/O   | 26 maggio 1986   | Finlandia            |
| 5  | Rafael Redwitz        | P     | 12 agosto 1980   | Brasile              |
| 6  | Marcin Wika           | S     | 9 novembre 1983  | Polonia              |
| 7  | Aleh Achrem           | S     | 12 marzo 1983    | Bielorussia          |
| 8  | Łukasz Kruk           | P     | 11 maggio 1978   | Polonia              |
| 9  | Kamil Długosz         | S     | 20 marzo 1992    | Polonia              |
| 10 | Bartosz Gawryszewski  | C     | 22 agosto 1985   | Polonia              |
| 11 | Ardo Kreek            | C     | 7 agosto 1986    | Estonia              |
| 11 | Grzegorz Kosok        | C     | 2 marzo 1986     | Polonia              |
| 12 | Łukasz Perłowski      | C     | 3 aprile 1984    | Polonia              |
| 13 | Jakub Peszko          | S     | 1º aprile 1992   | Polonia              |
| 14 | Paweł Papke           | S/O   | 13 febbraio 1977 | Polonia              |
| 15 | Mateusz Mika          | S     | 21 gennaio 1991  | Polonia              |
| 16 | Krzysztof Ignaczak    | L     | 15 maggio 1978   | Polonia              |
| 17 | Tomasz Głód           | L     | 26 gennaio 1992  | Polonia              |
| 18 | Ivan Ilić             | P     | 19 dicembre 1976 | Serbia               |

## Mercato
| Acquisti | Acquisti       | Acquisti          | Acquisti   |
| R.       | Nome           | da                | Modalità   |
| -------- | -------------- | ----------------- | ---------- |
| C        | Wojciech Grzyb | AZS Olsztyn       | definitivo |
| P        | Rafael Redwitz | Forlì             | definitivo |
| S        | Aleh Achrem    | Īraklīs Salonicco | definitivo |
| P        | Łukasz Kruk    | Trefl Gdańsk      | definitivo |
| S        | Kamil Długosz  | giovanili         | definitivo |
| C        | Ardo Kreek     | Rennes            | definitivo |
| S        | Jakub Peszko   | AZS Częstochowa   | definitivo |
| S        | Mateusz Mika   | SMS Spała         | definitivo |
| L        | Tomasz Głód    | giovanili         | definitivo |
| C        | Grzegorz Kosok | Jadar Radom       | definitivo |

| Cessioni | Cessioni            | Cessioni             | Cessioni   |
| R.       | Nome                | a                    | Modalità   |
| -------- | ------------------- | -------------------- | ---------- |
| S        | Jakub Mach          | Gorzów Wielkopolski  | definitivo |
| S/O      | Patryk Strzeżek     | Orzeł Międzyrzecz    | definitivo |
| S        | Aleksandar Mitrović | Jaroslavič           | definitivo |
| C        | Michał Kaczmarek    | Jadar Radom          | definitivo |
| S        | Mateusz Wojtowicz   | Rzeszów              | definitivo |
| S        | Piotr Łuka          | AZS Częstochowa      | definitivo |
| C        | Ihosvany Hernández  | Tomis Costanza       | definitivo |
| P        | Paweł Woicki        | Łuczniczka Bydgoszcz | definitivo |
| C        | Ardo Kreek          | Jadar Radom          | definitivo |

## Statistiche

### Statistiche di squadra
| Competizione     | Punti | In casa | In casa | In casa | In trasferta | In trasferta | In trasferta | Totale | Totale | Totale |
| Competizione     | Punti | G       | V       | P       | G            | V            | P            | G      | V      | P      |
| ---------------- | ----- | ------- | ------- | ------- | ------------ | ------------ | ------------ | ------ | ------ | ------ |
| PlusLiga         | 37    | 15      | 10      | 5       | 15           | 9            | 6            | 30     | 19     | 11     |
| Coppa di Polonia | -     | 1       | 1       | 0       | 2            | 1            | 1            | 5      | 3      | 2      |
| Champions League | 11    | 5       | 3       | 2       | 5            | 4            | 1            | 10     | 7      | 3      |
| Totale           | -     | 21      | 14      | 7       | 22           | 14           | 8            | 43     | 28     | 15     |

G = partite giocate; V = partite vinte; P = partite perse

### Statistiche dei giocatori
| A. Achrem       | 28 | 378 | 317 | 41 | 20 | Statistiche assenti | 10 | 139 | 116 | 15 | 8 | Statistiche assenti |
| K. Długosz      | 0  | 0   | 0   | 0  | 0  | Statistiche assenti | -  | -   | -   | -  | - | Statistiche assenti |
| B. Gawryszewski | 6  | 21  | 14  | 7  | 0  | Statistiche assenti | 0  | 0   | 0   | 0  | 0 | Statistiche assenti |
| K. Gierczyński  | 23 | 206 | 181 | 10 | 15 | Statistiche assenti | 7  | 47  | 40  | 2  | 5 | Statistiche assenti |
| T. Głód         | 1  | 0   | 0   | 0  | 0  | Statistiche assenti | 1  | 0   | 0   | 0  | 0 | Statistiche assenti |
| W. Grzyb        | 25 | 195 | 131 | 54 | 11 | Statistiche assenti | 10 | 77  | 57  | 19 | 1 | Statistiche assenti |
| K. Ignaczak     | 30 | 0   | 0   | 0  | 0  | Statistiche assenti | 10 | 0   | 0   | 0  | 0 | Statistiche assenti |
| I. Ilić         | 23 | 5   | 0   | 4  | 1  | Statistiche assenti | 5  | 0   | 0   | 0  | 0 | Statistiche assenti |
| G. Kosok        | 21 | 143 | 93  | 38 | 12 | Statistiche assenti | 7  | 50  | 30  | 13 | 7 | Statistiche assenti |
| A. Kreek        | 2  | 1   | 1   | 0  | 0  | Statistiche assenti | 3  | 9   | 4   | 5  | 0 | Statistiche assenti |
| Ł. Kruk         | 0  | 0   | 0   | 0  | 0  | Statistiche assenti | 0  | 0   | 0   | 0  | 0 | Statistiche assenti |
| T. Kusior       | 7  | 15  | 12  | 3  | 0  | Statistiche assenti | -  | -   | -   | -  | - | Statistiche assenti |
| M. Mika         | 19 | 66  | 55  | 6  | 5  | Statistiche assenti | 6  | 14  | 12  | 0  | 2 | Statistiche assenti |
| M. Oivanen      | 28 | 455 | 390 | 33 | 32 | Statistiche assenti | 6  | 159 | 132 | 19 | 8 | Statistiche assenti |
| P. Papke        | 26 | 35  | 31  | 4  | 0  | Statistiche assenti | 8  | 28  | 26  | 2  | 0 | Statistiche assenti |
| Ł. Perłowski    | 20 | 69  | 34  | 25 | 10 | Statistiche assenti | 8  | 14  | 5   | 7  | 2 | Statistiche assenti |
| J. Peszko       | -  | -   | -   | -  | -  | Statistiche assenti | -  | -   | -   | -  | - | Statistiche assenti |
| R. Redwitz      | 30 | 53  | 22  | 25 | 9  | Statistiche assenti | 10 | 18  | 11  | 5  | 2 | Statistiche assenti |
| M. Wika         | 22 | 132 | 107 | 12 | 13 | Statistiche assenti | 9  | 77  | 67  | 3  | 7 | Statistiche assenti |

P = presenze; PT = punti totali; AV = attacchi vincenti; MV = muri vincenti; BV = battute vincenti